# Ulica Wrocławska w Kaliszu
Ulica Wrocławska – jedna z ruchliwszych ulic Kalisza. Ma 5,6 km długości, dzięki czemu jest najdłuższą ulicą w mieście, biegnie przez Dobrzec, Nosków i Szczypiorno. Dawna trasa wylotowa na Wrocław.

## Przebieg
Ulica Wrocławska zaczyna się na skrzyżowaniu z ulicami Górnośląską i Podmiejską. Po około 1,8 km dochodzi do niej ruchliwa aleja Wojska Polskiego. W Szczypiornie mija budynek Centralnego Ośrodka Szkolenia Służby Więziennej. Na tej samej wysokości po drugiej stronie ulicy znajduje się przystanek kolejowy Kalisz Szczypiorno położony przy ul. Szczypiornickiej. Ulica Wrocławska kończy się na granicy miasta. Na całej długości jest to droga jednojezdniowa czteropasmowa.

## Historia
W latach 2006–2007 na odcinku Podmiejska – Wojska Polskiego przeprowadzono gruntowny remont ulicy. Do momentu otwarcia 14 września 2009 obwodnicy Nowych Skalmierzyc była częścią drogi krajowej nr 25. Dzięki przerzuceniu tranzytu na nową trasę znacznie zmniejszył się ruch na ulicy Wrocławskiej, a także w Nowych Skalmierzycach. W planach jest modernizacja ulicy od alei Wojska Polskiego do granicy miasta, która pierwotnie miała się odbyć w 2010.

## Infrastruktura
Na ulicy Wrocławskiej działa pierwsze w Polsce tzw. inteligentne oświetlenie. Potrafi ono np. automatycznie dostosować strumień światła do pogody i warunków drogowych, czy też w razie wypadku doświetlić miejsce w którym prowadzona jest akcja ratownicza. W całej Europie jest zaledwie kilka miejsc z takim oświetleniem.

## Ważniejsze budynki
- nr 12–14 – Pierwszy Urząd Skarbowy
- nr 30–38 – zajezdnia Kaliskich Linii Autobusowych
- nr 92 – Sala Królestwa dwóch zborów Świadków Jehowy[4]
- nr 152/190 – Eurocash
- nr 193–195 – Centralny Ośrodek Szkolenia Służby Więziennej
- nr 209 – kościół Podwyższenia Krzyża Świętego

## Komunikacja
Ulicą Wrocławską kursują następujące linie autobusowe Kaliskich Linii Autobusowych:
- 15 (Długa Pętla – Skalmierzyce)
- 18 (Wyszyńskiego Słoneczna – Długa Pętla)
- 19E (Majkowska Medix – Ostrów Dworzec PKP)

Jeździ tutaj także ostrowska linia M. Na ulicy znajduje się 16 przystanków.